# Raddia
Raddia é um género botânico pertencente à família Poaceae. Ele se origina do Brasil e foi nomeado em homenagem a G. Raddia, o primeiro coletor da planta.

## Espécies
- Raddia impressifolia Miers
- Raddia soderstromii L.G.Clark et Judz.
- Raddia urbaniana Hitchc. et Chase